# Toàn quyền Phần Lan
Toàn quyền Phần Lan (tiếng Phần Lan: Suomen kenraalikuvernööri; tiếng Thụy Điển: generalguvernör över Finland; tiếng Nga: генерал-губернатор Финляндии) là người đứng đầu điều hành đất nước và thống lĩnh quân đội của Phần Lan thuộc Thụy Điển (không liên tục) từ thế kỷ 17 đến thế kỷ 18 và của Đại công quốc Phần Lan tự trị (liên tục) từ năm 1809 đến năm 1917.

## Phần Lan thuộc Thụy Điển
Từ cuối thế kỷ 16, sau khi bãi bỏ Công quốc Phần Lan cùng các đặc quyền phong kiến có liên quan, quốc vương Thụy Điển thỉnh thoảng ban phần lớn hoặc toàn cõi Phần Lan cho một quan Toàn quyền. Vị này được bổ nhiệm cách đặc biệt và giải quyết các vấn đề của Phần Lan ít nhiều theo phán đoán tốt nhất của mình. Nổi tiếng nhất trong số các quan Toàn quyền Phần Lan thuộc Thụy Điển là bá tước Per Brahe. Thời kỳ ông làm quan Toàn quyền được người Phần Lan nhắc đến cách ví von là "thời còn bá tước" (kreivin aikaan) khi có chuyện gì tốt đẹp xảy ra vào đúng thời điểm.

### Danh sách quan Toàn quyền Phần Lan thuộc Thụy Điển
| Tên | Tên                                                                               | Tại nhiệm            |
| --- | --------------------------------------------------------------------------------- | -------------------- |
|     | Nam tước Klaus Fleming                                                            | 1595–1597            |
|     | Nils Turesson Bielke                                                              | 1623–1631            |
|     | Công tước Gabriel Bengtsson Oxenstierna                                           | 1631–1633            |
|     | Bá tước Per Brahe                                                                 | 1637–1641, 1648–1654 |
|     | Freiherr Herman Fleming                                                           | 1664–1669            |
|     | Bá tước Karl Nieroth                                                              | 1710–1712            |
|     | Bá tước Gustav Otto Douglas (dưới thời Nga chiếm đóng)                            | 1717–1721            |
|     | Freiherr, Trung tướng Johan Balthasar von Campenhausen (dưới thời Nga chiếm đóng) | 1742–1743            |
|     | Gustaf Fredrik von Rosen                                                          | 1747–1753            |